# Молдавский, Борис Львович
Борис Львович Молда́вский (1902—1975) — советский нефтехимик.

## Биография
С 1927 года сотрудник лаборатории высоких давлений в институте прикладной химии (Ленинград).
В последующем — руководитель лаборатории ВНИИ.
Профессор Ленинградского института высоких давлений.
В 1935 году открыл возможность промотирования реакции изомеризации хлористым водородом, что имело большое практическое значение.
Доктор химических наук, диссертация защищена 28 июня 1938 года при совете ЛХТИ имени Ленсовета Тема «Исследование реакций гидрогенизации и дегидрогенизации органических соединений на неметаллических катализаторах». Профессор (1939).
Соавтор монографии:
- Малеиновый ангидрид и малеиновая кислота / Б. Л. Молдавский, Ю. Д. Кернос. — Л. : Химия, 1976. — 85 с.

## Награды и премии
- Сталинская премия второй степени (1946) — за разработку нового метода получения важных химических продуктов из нефтяных фракций
- Сталинская премия первой степени (1948) — за коренное усовершенствование методов получения нефтепродуктов, обеспечившее значительное расширение ресурсов высококачественных бензинов